# Championnat d'Algérie de basket-ball 2013-2014
Navigation
Saison 2012-2013 Saison 2014-2015
La saison 2013-2014 de Super Division est la 52e édition du championnat d'Algérie de basket-ball. Le premier niveau du championnat oppose dix-neuf clubs algériens en une série de dix-huit rencontres jouées durant la saison régulière.
Le championnat est remporté par le club du GS Pétroliers.
À l'issue de la saison régulière, les six premières équipes au classement sont qualifiées pour les playoffs. Le vainqueur de ces playoffs est désigné « Champion d'Algérie ».
Les équipes classées septième à dixième à l'issue de la saison régulière sont reléguées en super play-out.

## Clubs participants
| \| CSC OB USMB USMS WAB MSC ASMB IRBBBA ABS CSMBBO MTEE COBBO OMBBA OMSM Alger Clubs d'Alger : CRB Dar Beida GS Pétroliers NA Hussein Dey NB Staoueli USM Alger \| Localisation des clubs engagés dans le championnat. |
| CSC OB USMB USMS WAB MSC ASMB IRBBBA ABS CSMBBO MTEE COBBO OMBBA OMSM Alger Clubs d'Alger : CRB Dar Beida GS Pétroliers NA Hussein Dey NB Staoueli USM Alger                                                           |

### Niveau A
| Club                   | Classement | Entraîneur      | Salle(s)                       |
| ---------------------- | ---------- | --------------- | ------------------------------ |
| CRB Dar Beida          |            | Yacine Aït-Kaci | Salle de Dar El Beïda          |
| CS Constantine         |            | Markos Asonitis |                                |
| GS Pétroliers          |            | Sean Wallen     | Salle Harcha Hassan            |
| IRB Bordj Bou Arreridj |            |                 |                                |
| NA Hussein Dey         |            |                 |                                |
| NB Staoueli            |            |                 | Salle OmniSports de Staouéli   |
| Olympique Batna        |            |                 | OPOW de Batna                  |
| USM Blida              |            |                 | Salle Hocine Chalane de l'OPOW |
| USM Sétif              |            |                 |                                |
| WA Boufarik            |            |                 | Salle Moussa-Charef            |

### Niveau B
| Club          | Classement | Entraîneur | Salle(s)                       |
| ------------- | ---------- | ---------- | ------------------------------ |
| AB Skikda     |            |            |                                |
| ASM Blida     |            |            | Salle Hocine Chalane de l'OPOW |
| CSMBB Ouargla |            |            |                                |
| MS Cherchell  |            |            |                                |
| MT El Eulma   |            |            |                                |
| OMB Bel Abbés |            |            |                                |
| USM Alger     |            |            |                                |
| COBB Oran     |            |            |                                |
| OMS Miliana   |            |            |                                |

## Compétition
Le barème de points servant à établir le classement se décompose ainsi :
- Victoire : 2 points
- Défaite : 1 point
- Forfait et match perdu par pénalité : 0 point

### Salles
Salles des huit participants.

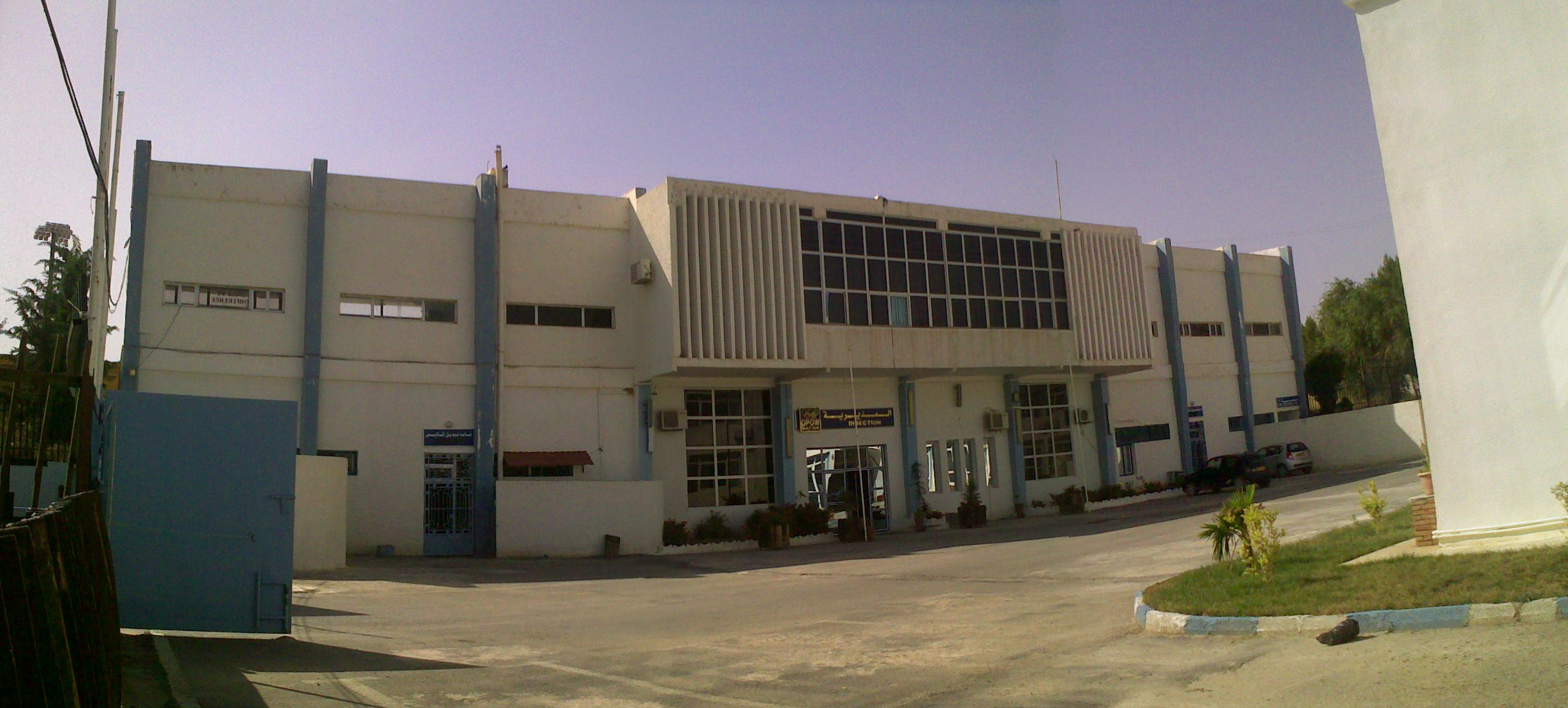
OPOW de Batna, Batna

### Phase 1

#### Niveau A
| Rang | Équipe                 | Pts | J  | G  | P  | Pp   | Pc   | Diff |
| ---- | ---------------------- | --- | -- | -- | -- | ---- | ---- | ---- |
| 1    | GS PétroliersC         | 35  | 18 | 17 | 1  | 1219 | 978  | 241  |
| 2    | CRB Dar El Beida       | 32  | 18 | 14 | 4  | 1173 | 1056 | 117  |
| 3    | CS ConstantineT        | 31  | 18 | 13 | 5  | 1177 | 1074 | 103  |
| 4    | USM Sétif              | 29  | 18 | 11 | 7  | 1332 | 1243 | 89   |
| 5    | IRB Bordj Bou Arreridj | 27  | 18 | 9  | 9  | 1133 | 1127 | 6    |
| 6    | NA Hussein Dey         | 27  | 18 | 9  | 9  | 1270 | 1257 | 13   |
| 7    | Olympique Batna        | 23  | 18 | 5  | 13 | 1042 | 1143 | -101 |
| 8    | WA Boufarik            | 22  | 18 | 4  | 14 | 881  | 1048 | -167 |
| 9    | NB Staoueli            | 21  | 18 | 3  | 15 | 1071 | 1263 | -192 |
| 10   | USM Blida              | 21  | 18 | 3  | 15 | 1032 | 1141 | -109 |

| Légende :                                                                  |
| - Qualification pour les play-offs - Qualification pour les super play-out |
| T : Tenant du titre                                                        |
| F : Finaliste de championnat 2012-2013                                     |
| P : Promu de Nationale B 2012-2013                                         |
| C : Vainqueur de la Coupe d'Algérie 2013-2014                              |
| 0                                                                          |

Note : Les quatre premiers sont qualifiés pour les play-offs. Les trois derniers jouent les play-out.
| Résultats (dom.\ext.)                                              | CRBDB | CSMC  | GSP   | IRBBBA | NAHD  | NBS   | OB    | USMB  | USS   | WAB   |
| CRB Dar El Beida                                                   |       | 69-66 | 62-60 | 72-61  | 20-00 | 77-58 | 77-44 | 68-58 | 76-72 | 54-52 |
| CS Constantine                                                     | 70-68 |       | 58-67 | 81-75  | 78-75 | 91-61 | 79-68 | 20-00 | 66-67 | 81-56 |
| GS Pétroliers                                                      | 93-72 | 67-61 |       | 85-69  | 80-60 | 72-39 | 73-46 | 86-65 | 79-64 | 72-49 |
| IRB Bordj Bou Arreridj                                             | 86-76 | 62-63 | 60-74 |        | 73-71 | 85-74 | 61-53 | 77-70 | 76-82 | 68-48 |
| NA Hussein Dey                                                     | 68-59 | 58-70 | 76-94 | 64-61  |       | 79-88 | 73-56 | 71-69 | 79-88 | 68-53 |
| NB Staoueli                                                        | 54-67 | 62-68 | 00-20 | 68-81  | 74-75 |       | 59-51 | 81-66 | 78-79 | 59-54 |
| Olympique Batna                                                    | 63-66 | 48-54 | 61-64 | 67-65  | 67-47 | 75-55 |       | 73-65 | 20-00 | 52-59 |
| USM Blida                                                          | 54-71 | 48-47 | 60-69 | 64-69  | 65-67 | 69-66 | 82-73 |       | 78-82 | 00-20 |
| USM Sétif                                                          | 56-69 | 55-72 | 76-82 | 98-78  | 78-67 | 89-55 | 93-73 | 86-74 |       | 80-68 |
| WA Boufarik                                                        | 41-69 | 68-71 | 00-20 | 57-63  | 00-20 | 79-67 | 71-81 | 53-45 | 72-87 |       |
| - Victoire à domicile - Victoire à l'extérieur - Match non disputé |       |       |       |        |       |       |       |       |       |       |

#### Niveau B
| Rang | Équipe        | Pts | J  | G  | P  | Pp | Pc | Diff |
| ---- | ------------- | --- | -- | -- | -- | -- | -- | ---- |
| 1    | ASM Blida     | 29  | 16 | 13 | 3  | 00 | 00 |      |
| 2    | AB Skikda     | 27  | 16 | 11 | 5  | 00 | 00 |      |
| 3    | CSMBB Ouargla | 26  | 16 | 10 | 6  | 00 | 00 |      |
| 4    | OMS Miliana   | 25  | 16 | 9  | 7  | 00 | 00 |      |
| 5    | COBB Oran     | 23  | 16 | 7  | 9  | 00 | 00 |      |
| 6    | USM Alger     | 23  | 16 | 7  | 9  | 00 | 00 |      |
| 7    | MT El Eulma   | 22  | 16 | 6  | 10 | 00 | 00 |      |
| 8    | MS Cherchell  | 22  | 16 | 6  | 10 | 00 | 00 |      |
| 9    | OMB Bel Abbés | 19  | 16 | 2  | 14 | 00 | 00 |      |

| Légende :                                                                  |
| - Qualification pour les play-offs - Qualification pour les super play-out |
| T : Tenant du titre                                                        |
| F : Finaliste de championnat 2012-2013                                     |
| P : Promu de Nationale B 2012-2013                                         |
| C : Vainqueur de la Coupe d'Algérie 2013-2014                              |
| 0                                                                          |

Note : Les quatre premiers sont qualifiés pour les play-offs. Les trois derniers jouent les play-out.
| Résultats (dom.\ext.)                                              | ABS   | ASMB  | CSMBBO | COBBO | MSC   | MTEE  | OMBBA | USMA  | OMSM  |
| AB Skikda                                                          |       | 67-85 | -      | -     | 69-61 | -     | 89-75 | 70-82 | 74-69 |
| ASM Blida                                                          | -     |       | 72-60  | 69-57 | 48-43 | -     | -     | 63-52 | 71-65 |
| CSMBB Ouargla                                                      | 70-51 | 69-61 |        | 79-64 | -     | 46-45 | 73-66 | -     | -     |
| COBB Oran                                                          | -     | 63-67 | 52-69  |       | -     | 59-64 | 65-52 | -     | 77-70 |
| MS Cherchell                                                       | 74-58 | 45-60 | -      | 49-62 |       | -     | 77-63 | 62-55 | -     |
| MT El Eulma                                                        | 80-86 | 70-77 | 62-61  | -     | -     |       | 72-66 | 89-86 | 83-61 |
| OMB Bel Abbés                                                      | 67-80 | -     | 55-59  | 85-79 | -     | 70-67 |       | 50-62 | -     |
| USM Alger                                                          | 56-60 | -     | 49-45  | -     | 66-69 | 63-47 | -     |       | 54-71 |
| OMS Miliana                                                        | 70-40 | -     | -      | 62-55 | 62-45 | 71-50 | 84-49 | -     |       |
| - Victoire à domicile - Victoire à l'extérieur - Match non disputé |       |       |        |       |       |       |       |       |       |

### Phase 2

#### Niveau A
| Rang | Équipe                 | Pts | J  | G | P  | Pp  | Pc  | Diff |
| ---- | ---------------------- | --- | -- | - | -- | --- | --- | ---- |
| 1    | CRB Dar Beida          | 19  | 10 | 9 | 1  | 682 | 612 | 70   |
| 2    | GS Pétroliers          | 18  | 10 | 8 | 2  | 747 | 663 | 84   |
| 3    | CS Constantine         | 16  | 10 | 7 | 3  | 616 | 575 | 41   |
| 4    | IRB Bordj Bou Arreridj | 14  | 10 | 2 | 8  | 626 | 631 | -5   |
| 5    | USM Sétif              | 10  | 10 | 0 | 10 | 476 | 577 | -101 |
| 6    | NA Hussein Dey         | 10  | 10 | 0 | 10 | 653 | 742 | -89  |

| Légende :                                                                 |
| - Qualification pour la finale du championnat d'Algérie de Super-Division |
| T : Tenant du titre                                                       |
| F : Finaliste de championnat 2012-2013                                    |
| P : Promu de Nationale B 2012-2013                                        |
| C : Vainqueur de la Coupe d'Algérie 2013-2014                             |
| 0                                                                         |

#### Play-out A
| Rang | Équipe          | Pts | J | G | P | Pp | Pc | Diff |
| ---- | --------------- | --- | - | - | - | -- | -- | ---- |
| 1    | USM Blida       | 11  | 6 | 5 | 1 | 0  | 0  |      |
| 2    | Olympique Batna | 9   | 6 | 3 | 3 | 0  | 0  |      |
| 3    | NB Staoueli     | 9   | 6 | 3 | 3 | 0  | 0  |      |
| 4    | WA Boufarik     | 7   | 6 | 1 | 5 | 0  | 0  |      |

| Légende :                          |
| P : Promu de Nationale B 2012-2013 |
| - Relégation en Niveau B           |
| 0                                  |

#### Niveau B
| Rang | Équipe        | Pts | J  | G | P | Pp | Pc | Diff |
| ---- | ------------- | --- | -- | - | - | -- | -- | ---- |
| 1    | ASM Blida     | 17  | 10 | 7 | 3 | 0  | 0  |      |
| 2    | OMS Miliana   | 16  | 10 | 6 | 4 | 0  | 0  |      |
| 3    | AB Skikda     | 16  | 10 | 6 | 4 | 0  | 0  |      |
| 4    | CSMBB Ouargla | 15  | 10 | 5 | 5 | 0  | 0  |      |
| 5    | COBB Oran     | 15  | 10 | 5 | 5 | 0  | 0  |      |
| 6    | USM Alger     | 11  | 10 | 1 | 9 | 0  | 0  |      |

| Légende :                                     |
| - Promu de Niveau A                           |
| T : Tenant du titre                           |
| F : Finaliste de championnat 2012-2013        |
| P : Promu de Nationale B 2012-2013            |
| C : Vainqueur de la Coupe d'Algérie 2013-2014 |
| 0                                             |

#### Play-out B
| Rang | Équipe        | Pts | J | G | P | Pp | Pc | Diff |
| ---- | ------------- | --- | - | - | - | -- | -- | ---- |
| 1    | MT El Eulma   | 7   | 4 | 3 | 1 | 0  | 0  |      |
| 2    | OMB Bel Abbés | 4   | 3 | 1 | 2 | 0  | 0  |      |
| 3    | MS Cherchell  | 4   | 3 | 1 | 2 | 0  | 0  |      |

| Légende :                          |
| P : Promu de Nationale B 2012-2013 |
| - Relégation en Nationale B        |
| 0                                  |

#### finale du championnat
(1) CRB Dar Beida vs. GS Pétroliers (2)
Le GS Pétroliers a été sacré champion d'Algérie de basketball (messieurs), en battant vendredi le CRB Dar Beida (64-54), lors de la deuxième finale du championnat d'Algérie (Super-Division), disputée à la salle de Dar El-Beïda (Alger). C’est le 4e sacre dans l’histoire du club après ceux glanés en 2010, 2011 et 2012.
| 27 mai 2014 17h30 | Rapport | GS Pétroliers 91, CRB Dar Beida 73 | GS Pétroliers 91, CRB Dar Beida 73 | GS Pétroliers 91, CRB Dar Beida 73 |  | Salle de Hydra, Hydra | Non diffusé |

| 30 mai 2014 17h30 | Rapport | CRB Dar Beida 54, GS Pétroliers 64 | CRB Dar Beida 54, GS Pétroliers 64 | CRB Dar Beida 54, GS Pétroliers 64 |  | Salle de Dar El Beïda, Dar El Beïda | Non diffusé |

### Autres références
1. ↑  « classement Super Division 2013/2014 Basketball », sur crbdb.com (consulté le 3 août 2014).
2. ↑  « super division a debut de la 2eme phase ce week end a blida », sur basketalgerie.com, 10 avril 2014 (consulté le 3 février 2014).
3. ↑  « GSP - CRBDB affiche de la finale », 18 mai 2014 (consulté le 17 mai 2014).
4. ↑  « Championnat - Play down (A) : résultats de la 6e journée », sur radioalgerie.net, 18 mai 2014 (consulté le 10 mai 2014).
5. ↑  « super division b play off 1er tournoi ce-week end a miliana », sur basketalgerie.com, 10 avril 2014 (consulté le 6 février 2014).
6. ↑  « les quatre promus au palier supérieur connus », sur radioalgerie.net, 18 mai 2014 (consulté le 10 mai 2014).
7. ↑  « Championnat – Play down (niveau B) : résultats de la 4e journée », sur radioalgerie.net, 18 mai 2014 (consulté le 9 mai 2014).
8. ↑  « 4e titre de champion pour le GS Pétroliers », sur radioalgerie.dz, 30 mai 2014 (consulté le 3 août 2014).